# Olympia Sofia
Maillots
Le Futbolen Klub Olympia Sofia (en bulgare : Футболен Клуб Олимпия София), plus couramment abrégé en Olympia Sofia, est un club bulgare de football féminin fondé en 2007 et basé à Sofia, la capitale du pays.

## Histoire
Fondé en 2007, le club remporte son premier titre en 2011 en battant en finale de la Coupe de Bulgarie le FC NSA Sofia sur le score de 3-2. La saison suivante, c'est le FC NSA Sofia qui bat par 3 buts à 2 l'Olympia Sofia en finale de la Coupe nationale.

## Palmarès
| Compétitions nationales                          |
| ------------------------------------------------ |
| - Coupe de Bulgarie (1) : - Vainqueur : 2011-11. |

## Personnalités du club

### Présidents du club
- Panagiotis Pappas

### Entrraîneurs du club
- Albena Todorova